# Ulgen ekhe Coronae
Ulgen ekhe Coronae est une corona, formation géologique en forme de couronne, située sur la planète Vénus par -14,2° S et 224° E. Elle est localisée dans le quadrangle de Taussig. Elle a été nommée en référence à Ulgen ekhee, mère Bouriate de Terre.

## Géographie et géologie
Ulgen ekhe Coronae couvre une surface circulaire d'environ 300 km de diamètre. 